# وليد حمدون
وليد حمدون (1936–2006) سياسي وعسكري سوري من حماة، من أعضاء القيادة في حزب البعث العربي الاشتراكي، نائب رئيس مجلس الوزراء، وبرلماني.

## ولادته وتحصيله
وُلد وليد حمدون في عام 1355 هـ (1936م) في حي سوق الشجرة في حماة. أكمل تعليمه الأساسي والثانوي فيها، والتحق بـالكلية الحربية في سوريا، وحصل على ليسانس في العلوم العسكرية.
تدرج في الرتب العسكرية حتى وصل إلى رتبة عميد ركن، وطُرد أثناء دراسته في الكلية الحربية بسبب نشاطه السياسي المبكر في حزب البعث العربي الاشتراكي خلال حكم أديب الشيشكلي.

## عمله ووظائفه
شغل وليد حمدون عدة مناصب عسكرية وحزبية، منها:
- رئيس الفرقة الثالثة وقائد المدفعية قبل عام 1978.[3]
- محافظ محافظة دمشق من 1978 حتى 1980.
- عضو القيادة القطرية في حزب البعث العربي الاشتراكي من 1980 حتى 2005.
- معاون قوات الردع في لبنان.
- رئيس الدفاع عن العاصمة دمشق عام 1980.[4]
- نائب رئيس مجلس الوزراء لشؤون الخدمات من 1980 حتى 1985.[5]
- عضو مجلس الشعب عن محافظة حماة من 1990 حتى 1994.[6]

## كتبه وآثاره
له كتاب بعنوان "ذكريات وآراء" يتناول فيه أحداثاً بارزة وهامة من حياته الشخصية والسياسية والعسكرية.